# Herrarnas åtta med styrman i rodd vid olympiska sommarspelen 2008
Herrarnas åtta med styrman i rodd vid olympiska sommarspelen 2008 avgjordes mellan den 11 och 17 augusti 2008.

## Medaljörer
| Gren             | Guld | Silver | Brons |
| Åtta med styrman | Kanada Kevin Light Ben Rutledge Andrew Byrnes Jake Wetzel Malcolm Howard Dominic Seiterle Adam Kreek Kyle Hamilton Styrman: Brian Price | Storbritannien Alex Partridge Tom Stallard Tom Lucy Richard Egington Josh West Alastair Heathcote Matthew Langridge Colin Smith Styrman: Acer Nethercott | USA Beau Hoopman Matt Schnobrich Micah Boyd Wyatt Allen Daniel Walsh Steven Coppola Josh Inman Bryan Volpenhein Styrman: Marcus McElhenney |

## Resultat

### Heat

#### Heat 1
| Placering | Roddare                                                                                              | Land          | Tid     | Noteringar |
| --------- | --- | ------------- | ------- | ---------- |
| 1         | Light, Rutledge, Byrnes, Wetzel, Howard, Seiterle, Kreek, Hamilton, Price                            | Kanada        | 5:27,69 | FA         |
| 2         | Kosiorek, Stawowski, P. Brzeziński, Kruszkowski, Hejmej, M. Brzeziński, Gutorski, Burda, Trojanowski | Polen         | 5:34,95 | R          |
| 3         | Siegelaar, Blink, Klem, Klaassen, Kuiper, Steenman, van Andel, Simon, Wiersum                        | Nederländerna | 5:40,43 | R          |
| 4         | Dennis, Loch, Chapman, Laurich, Stevenson, Tomkins, Conrad, Stewart, Rabjohns                        | Australien    | 6:55,59 | R          |

#### Heat 2
| Placering | Roddare                                                                            | Land           | Tid     | Noteringar |
| --------- | ---------------------------------------------------------------------------------- | -------------- | ------- | ---------- |
| 1         | Partridge, Stallard, Lucy, Egington, West, Heathcote, Langridge, Smith, Nethercott | Storbritannien | 5:25,89 | FA         |
| 2         | Hoopman, Schnobrich, Boyd, Allen, Walsh, Coppola, Inman, Volpenhein, McElhenney    | USA            | 5:29,60 | R          |
| 3         | Qu, J. Wang, Liu, He, Zheng, Zhou, Y. Zhang, X. Wang, D. Zhang                     | Kina           | 5:35,09 | R          |
| 4         | Eichner, Schmidt, Flach, Naruhn, Urban, Mennigen, Wilke, Penkner, Thiede           | Tyskland       | 5:37,56 | R          |

### Återkval
| Placering | Roddare                                                                                              | Land          | Tid     | Noteringar |
| --------- | --- | ------------- | ------- | ---------- |
| 1         | Hoopman, Schnobrich, Boyd, Allen, Walsh, Coppola, Inman, Volpenhein, McElhenney                      | USA           | 5:38,95 | FA         |
| 2         | Lubbers, Blink, Klem, Klaassen, Kuiper, Steenman, van Andel, Simon, Wiersum                          | Nederländerna | 5:40,31 | FA         |
| 3         | Dennis, Loch, Chapman, Laurich, Stevenson, Tomkins, Conrad, Stewart, Rabjohns                        | Australien    | 5:42,62 | FA         |
| 4         | Kosiorek, Stawowski, P. Brzeziński, Kruszkowski, Hejmej, M. Brzeziński, Gutorski, Burda, Trojanowski | Polen         | 5:42,92 | FA         |
| 5         | Qu, J. Wang, Liu, He, Zheng, Zhou, Y. Zhang, X. Wang, D. Zhang                                       | Kina          | 5:42,97 | FB         |
| 6         | Eichner, Schmidt, Flach, Naruhn, Urban, Mennigen, Wilke, Penkner, Thiede                             | Tyskland      | 5:47,05 | FB         |

### Final A
| Placering | Roddare                                                                                              | Land           | Tid     | Noteringar |
| --------- | --- | -------------- | ------- | ---------- |
|           | Light, Rutledge, Byrnes, Wetzel, Howard, Seiterle, Kreek, Hamilton, Price                            | Kanada         | 5:23.89 |            |
|           | Partridge, Stallard, Lucy, Egington, West, Heathcote, Langridge, Smith, Nethercott                   | Storbritannien | 5:25,11 |            |
|           | Hoopman, Schnobrich, Boyd, Allen, Walsh, Coppola, Inman, Volpenhein, McElhenney                      | USA            | 5:25,34 |            |
| 4         | Siegelaar, Blink, Klem, Klaassen, Kuiper, Steenman, van Andel, Simon, Wiersum                        | Nederländerna  | 5:29,26 |            |
| 5         | Kosiorek, Stawowski, P. Brzeziński, Kruszkowski, Hejmej, M. Brzeziński, Gutorski, Burda, Trojanowski | Polen          | 5:31,42 |            |
| 6         | Dennis, Loch, Chapman, Laurich, Stevenson, Tomkins, Conrad, Stewart, Rabjohns                        | Australien     | 5:35,10 |            |

### Final B
| Placering | Roddare                                                                  | Land     | Tid     | Noteringar |
| --------- | ------------------------------------------------------------------------ | -------- | ------- | ---------- |
| 7         | Qu, J. Wang, Liu, He, Zheng, Zhou, Y. Zhang, X. Wang, D. Zhang           | Kina     | 5:34,59 |            |
| 8         | Eichner, Schmidt, Flach, Naruhn, Urban, Mennigen, Wilke, Penkner, Thiede | Tyskland | 5:36,89 |            |